# Robert Maksymowski
Robert Maksymowski (właśc. Abram Rozensztajn, pseud. Maks, Robert, Maksymowski, ros. Абрам Моисеевич Максимовский-Розеншайн, ur. 20 lipca 1898 w Łukomierzu, zm. 26 października 1937 w Moskwie) – działacz ruchu robotniczego, publicysta.
Od 1916 roku członek Żydowskiej Socjalistycznej Partii Robotniczej. Po wkroczeniu Armii Czerwonej do Polski w Kombundzie, w kwietniu 1920 roku został członkiem Komitetu Rewolucyjnego w Prużanach. Po wejściu Bundu w skład Rosyjskiej Partii Komunistycznej (bolszewików) został w kwietniu 1921 roku jej członkiem, ze stażem od kwietnia 1920 roku. W latach 1922–1925 działacz Komunistycznej Partii (bolszewików) Białorusi, od jesieni 1925 roku przeszedł całkowicie do pracy w Komunistycznej Partii Zachodniej Białorusi.
Uczestniczył w IV Konferencji Komunistycznej Partii Polski w Moskwie. Również w Moskwie, na III Konferencji Komunistycznej Partii Zachodniej Białorusi został wybrany do Sekretariatu Komitetu Centralnego, później został sekretarzem KC KPZB. W styczniu 1926 roku rozpoczął nielegalną agitację na terenie Zachodniej Białorusi. W okresie walk frakcyjnych w KPP, w tzw. „większości”, przez co na IV i V Plenum KC KPZB zarzucono mu „prawicowe odchylenie”. Pomimo oskarżeń, na IV Zjeździe KPP wybrany do Komitetu Centralnego partii. 21 lutego 1928 roku, po powrocie z Gdańska, gdzie brał udział w dyskusji w sprawie opozycji we Wszechzwiązkowej Komunistycznej Partii (bolszewików) aresztowany. 15 kwietnia 1929 roku Sąd skazał go na 15 lat więzienia, lecz w wyniku wymiany więźniów, 15 września 1932 roku znalazł się w Związku Radzieckiego. 
Od 3 stycznia 1933 do 1937 roku był redaktorem „Trybuny Radzieckiej”. Jednocześnie był wykładowcą w Komunistycznym Uniwersytecie Mniejszości Narodowościowych Zachodu im. Marchlewskiego w Moskwie. 22 sierpnia 1937 roku aresztowany w czasie wielkiej czystki i rozstrzelany 26 października tego samego roku. Pośmiertnie zrehabilitowany 17 grudnia 1955 roku.
Maksymowski był żonaty z Rachelą Epstein, również wykładowczynią w KUMNZ, która w 1937 roku też stała się ofiarą stalinowskiego terroru. Z małżeństwa tego pochodziła córka Inessa.